# Cid Carvalho (carnavalesco)
Cid Carvalho (Arapiraca,  19 de março de 1967) é um artista plástico e carnavalesco brasileiro. Tem passagens marcantes pela Beija-Flor, na qual ganhou cinco títulos do carnaval carioca fazendo parte de uma comissão de carnaval.

## Biografia
O alagoano Cid Carvalho começou sua carreira no carnaval, estando assistente de Joãozinho Trinta e Rosa Magalhães. Após isso foi membro da vitoriosa Comissão de Carnaval da Beija-Flor, onde em 13 anos conquistou três vezes consecutivas, o carnaval. Em 2006, deixou a Beija-Flor e iniciou carreira solo na Vila Isabel para o carnaval 2007, fez ainda o carnavais na Estácio e Mocidade, em 2008. Se desligou da Mocidade e permaneceu na Estácio para o carnaval de 2009. Retornando para a Mocidade em 2010, onde ficou até 2011.
Em 2012, assinou seu primeiro carnaval na Mangueira, onde apesar de rumores de que não permaneceria na escola, ficou para assinar seu segundo trabalho no ano seguinte. Além da Mangueira, Cid também trabalhou na Paraíso do Tuiuti em 2013; após não obter resultados expressivos se desligou de ambas e voltou para a Vila Isabel para o carnaval de 2014, vindo novamente depois da agremiação ganhar o carnaval, entretanto, após um inicio de trabalho conturbado e contar ainda com atrasos de barracão e salários resolveu se desligar da escola mas após conversas com a direção, foi reintegrado como carnavalesco da Vila,ainda para 2014 e nesse ano foi campeão do Carnaval de Macapá, com a Boêmios do Laguinho. em 2015 voltou para a Mangueira e ainda foi carnavalesco da MUG, pelo qual sagrou-se campeão do carnaval de Vitória. depois do carnaval, Cid se desligou da Mangueira sem ser comunicado. mas semanas depois, não ficou de fora do carnaval 2016, pois acertou com a Cubango. Nesse carnaval fez também o desfile da Leão de Nova Iguaçu.
Para 2017 devido a problemas internos foi desligado da Cubango, onde fez o enredo Versando Nogueira nos cem anos do ritmo que é nó na madeira. Com isso só permaneceu na Mocidade Unida da Glória e Leão de Nova Iguaçu, retornou a Beija-Flor, onde novamente integrando a Comissão de Carnaval conquistou mais um título e após o fim, continua agora dividindo com Alexandre Louzada.

## Carnavais
Abaixo, a lista de desfiles assinados por Cid Carvalho.
| Ano  | Escola                   | Colocação              | Divisão            | Enredo | Ref. |
| ---- | ------------------------ | ---------------------- | ------------------ | --- | ---- |
| 1998 | Beija-Flor               | Campeã                 | Especial RJ        | Pará: O mundo místico dos Caruanas nas águas do Patu-Anu                                                                              |      |
| 1999 | Beija-Flor               | Vice-campeã            | Especial RJ        | Araxá, Lugar Alto Onde Primeiro Se Avista o Sol                                                                                       |      |
| 2000 | Beija-Flor               | Vice-campeã            | Especial RJ        | Brasil, um coração que pulsa forte. Terra de todos ou de ninguém?                                                                     |      |
| 2001 | Beija-Flor               | Vice-campeã            | Especial RJ        | A saga de Agotime - Maria mineira Naê                                                                                                 |      |
| 2002 | Beija-Flor               | Vice-campeã            | Especial RJ        | O Brasil dá o ar de sua graça de Ícaro a Rubem Berta - O ímpeto de voar                                                               |      |
| 2003 | Beija-Flor               | Campeã                 | Especial RJ        | O povo conta a sua história: "saco vazio não pára em pé". A mão que faz a guerra faz a paz                                            |      |
| 2003 | Águia de Ouro            | 11.º lugar             | Especial SP        | A Milenar cultura de um povo, quem tem olho grande já entra na China                                                                  |      |
| 2004 | Beija-Flor               | Campeã                 | Especial RJ        | Manôa - Manaus - Amazônia – Terra Santa: Alimenta o corpo, equilibra a alma e transmite a paz                                         |      |
| 2005 | Beija-Flor               | Campeã                 | Especial RJ        | O vento corta as terras dos pampas. Em nome do Pai, do Filho e do Espírito guarani. Sete Povos na fé e na dor... Sete missões de amor |      |
| 2006 | Beija-Flor               | 5.º lugar              | Especial RJ        | Poços de Caldas derrama sobre a Terra suas águas milagrosas: do caos inicial à explosão da vida, Água... a nave mãe da existência     |      |
| 2007 | Vila Isabel              | 6.º lugar              | Especial RJ        | Metamorfoses: do reino natural à corte popular do carnaval - as transformações da vida                                                |      |
| 2008 | Mocidade Independente    | 8.º lugar              | Especial RJ        | O Quinto Império: De Portugal ao Brasil, uma Utopia na História                                                                       |      |
| 2008 | Estácio de Sá            | 7.º lugar              | Grupo A (RJ)       | A História do Futuro |      |
| 2009 | Estácio de Sá            | 5.º lugar              | Grupo A (RJ)       | Que chita bacana |      |
| 2010 | Mocidade Independente    | 7.º lugar              | Especial RJ        | Do paraíso de Deus ao paraíso da loucura, cada um sabe o que procura                                                                  |      |
| 2011 | Mocidade Independente    | 7.º lugar              | Especial RJ        | Parábola dos Divinos Semeadores |      |
| 2012 | Mangueira                | 7.º lugar              | Especial RJ        | Vou festejar! Sou Cacique, sou Mangueira                                                                                              |      |
| 2013 | Mangueira                | 8.º lugar              | Especial RJ        | Cuiabá: Um paraíso no Centro da América                                                                                               |      |
| 2013 | Paraíso do Tuiuti        | 13.º lugar             | Série A (RJ)       | Ao Mestre do Riso com carinho: As caras do Brasil                                                                                     |      |
| 2014 | Vila Isabel              | 10.º lugar             | Especial RJ        | Retratos de um Brasil plural |      |
| 2014 | Boêmios do Laguinho      | Campeã                 | Especial (Amapá)   | Boêmia, Amor! |      |
| 2015 | Mangueira                | 10.º lugar             | Especial RJ        | Agora chegou a vez vou cantar: Mulher de Mangueira, Mulher brasileira em primeiro Lugar                                               |      |
| 2015 | Mocidade Unida da Glória | Campeã                 | Especial (Vitória) | Nos reinos de sua majestade: o sonho                                                                                                  |      |
| 2016 | Mocidade Unida da Glória | Campeã                 | Especial (Vitória) | Papo de Botequim |      |
| 2016 | Cubango                  | 6.º lugar              | Série A (RJ)       | Um banho de mar à fantasia |      |
| 2016 | Leão de Nova Iguaçu      | 3.º lugar              | Série B (RJ)       | Pas de Dance - Hoje tem festa no arraiá                                                                                               |      |
| 2017 | Mocidade Unida da Glória | Vice-campeã            | Especial (Vitória) | A MUG dá as Cartas! |      |
| 2017 | Leão de Nova Iguaçu      | 10.º lugar             | Série B (RJ)       | llê Axé Opô Afonjá — O Rei está na terra                                                                                              |      |
| 2018 | Beija-Flor               | Campeã                 | Especial RJ        | Monstro é aquele que não sabe amar: Os filhos abandonados da pátria que os pariu                                                      |      |
| 2018 | Unidos de Bangu          | 12.º lugar             | Série A (RJ)       | A Travessia da Calunga Grande e a Nobreza Negra no Brasil                                                                             |      |
| 2019 | Beija-Flor               | 11.º lugar             | Especial RJ        | Quem Não Viu Vai Ver… As Fábulas do Beija-Flor                                                                                        |      |
| 2020 | Beija-Flor               | 4.º lugar              | Especial RJ        | Se essa rua Fosse Minha |      |
| 2022 | Acadêmicos de Santa Cruz | 14.° lugar (Rebaixada) | Série Ouro (RJ)    | Axé! Milton Gonçalves no Catupé da Santa Cruz                                                                                         |      |
| 2023 | Acadêmicos de Santa Cruz | 5.° lugar              | Série Prata (RJ)   | Santa é minha cruz. É luz da preservação. Meu canto é flecha certeira, para findar o pranto da devastação.                            |      |
| 2024 | Acadêmicos de Santa Cruz | 9º Lugar               | Série Prata (RJ)   | As Bruxas Estão Soltas! |      |
| 2025 | Acadêmicos de Santa Cruz |                        | Série Prata (RJ)   | Os Sagrados Altares Tupiniquins |      |

## Títulos e estatísticas
| Divisão        | Divisão | Campeonato | Ano                          | Vice | Ano                    | Terceiro lugar | Ano |
| -------------- | ------- | ---------- | ---------------------------- | ---- | ---------------------- | -------------- | --- |
| Grupo Especial | RJ      | 5          | 1998, 2003, 2004, 2005, 2018 | 4    | 1999, 2000, 2001, 2002 | 0              | -   |
| Grupo Especial | Vitória | 2          | 2015, 2016                   | 1    | 2017                   | 0              | -   |
| Grupo Especial | Amapá   | 1          | 2014                         | 0    | -                      | 0              | -   |

## Premiações
- Estandarte de Ouro

1. 2001 - Melhor enredo (Beija-Flor - "A Saga de Agotime, Maria Mineira Naê") [19]

- Plumas & Paetês Cultural

1. 2008 - Melhor carnavalesco (Estácio) [20]
2. 2009 - Melhor pesquisador/historiador (Estácio) [21]

- Prêmio Elite do Samba

1. 2016 - Melhor conjunto de fantasias (Leão) [22]

- Prêmio Ziriguidum

1. 2017 - Melhor enredo (Leão - "llê Axé Opô Afonjá - O Rei Está na Terra") [23]
2. 2017 - Melhor conjunto de fantasias (Leão) [23]

- S@mba-Net

1. 2009 - Melhor enredo (Estácio - "Que Chita Bacana") [24]
2. 2009 - Melhor conjunto de alegorias (Estácio) [25]

- Tamborim de Ouro

1. 2002 - Beleza de Mensagem (Enredo da Beija-Flor - "O Brasil dá o ar de sua graça de Ícaro a Rubem Berta - O ímpeto de voar") [26]

- Troféu Jorge Lafond

1. 2009 - Melhor enredo (Estácio - "Que Chita Bacana") [27][28]